# 이주갑인상
이주갑인상(二周甲引上)은 일본 역사서 일본서기의 편집자들이 일본의 역사 연대를 끌어올리려고 일부 사실(史實)을 120년(2갑자)가량 앞당겼다는 가설이다.
이주갑인상의 근거로 백제와 관련된 일본서기의 초창기 기록, 특히 진구 황후기와 오진 천황기가 제시된다. 일본서기는 근초고왕의 등극을 224년의 일로, 그 다음 임금인 근구수왕의 등극을 255년의 일로 적고 있다. 그러나 삼국사기에 기술된 두 왕의 등극 연대는 각각 344년과 375년으로, 정확히 120년이 차이난다. 또한 일본서기에서는 삼국사기 및 중국 측 사서와 달리 비유왕에 대한 기록이 보이지 않는데, 일본서기 편찬자가 120년 인상된 일본서기의 기년을 조절하기 위해서 의도적으로 비유왕대를 소거했다고 보는 견해가 있다.그러나 모든 기록이 이주갑인상된 것은 아니며, 따라서 일본서기의 기록은 이주갑인상이 된 부분과 되지 않은 부분이 뒤섞여 있다.

## 연구사
에도 시대 들어 인쇄술 발달, 유학의 발달로 일본 고전에 대한 학문적 연구가 이뤄지기 시작했다. 일본서기의 기년에 대해 가장 먼저 의문을 제기한 것은 유학자인 아라이 하쿠세키(新井白石)였다. 그는 <고사통혹문(古史通或問)>(1716)에서 일본에서 역법이 사용된 것은 스이코 천황 10년 백제 승려 관륵이 역본을 가져온 이후이므로, 그 이전의 일본서기 기년에는 착오가 많다고 지적했다.
일본의 국학자 도 데이칸은 <충구발(衝口發)>(1781)에서 진무 천황 원년인 기원전 660년에서 600년을 맞춰야 연기(年紀)가 맞다고 주장했다.
또다른 국학자인 모토오리 노리나가는 도 데이칸의 주장에는 반발했지만, 1798년 지은 <고사기전>(古事記傳)에서 일본서기의 기년에 모순이 있다는 점을 밝혔다. 특히 그는 일본서기와 동국통감을 비교하며 신공기와 응신기의 기년은 2주갑(120) 인상되었음을 지적했다.
그 외에도 신유혁명설(신유년에 큰 혁명이 일어난다는 참위설의 일종)에 의거해 진무 천황의 즉위년을 정했다는 설, 신유년인 사이메이 천황 7년인 661년에서 1320년을 소급했다는 설 등이 있다.
메이지 시대 들어서는 일본 학자들 사이에도 일본서기의 기년이 신빙성이 떨어진다는 설이 정설이 됐다. 역사학자 나카 미치요(那珂通世)는 일본 사서와 한국 사서를 대조한 결과 신공기, 응신기의 기록은 2주갑 소급되었으며, 신공기의 신라 정벌 이야기는 삼국사기 신라본기의 왜병 침입 기사와 관련이 있다고 보았다.

## 신공기와 응신기
이주갑인상의 흔적이 집중적으로 발견되는 곳은 일본서기의 진구 황후기(일본서기 연대상 201~269년)와 오진 천황기(일본서기 연대상 270~310년)다. 일본서기와 삼국사기의 백제 왕력 연대를 비교하면 다음과 같다. 420년 전지왕 사망, 구이신왕 즉위 기사의 경우 2주갑이 아니라 126년 차이가 나지만 나머지 왕력 기사는 전부 일본서기와 삼국사기 사이에 120년 차이가 있다.
| 일본서기 기년과 내용 | 일본서기 기년과 내용                         | 삼국사기 기년                    | 차이  |
| -------------------- | -------------------------------------------- | -------------------------------- | ----- |
| 진구 55년(255)       | 백제 초고왕(肖古王) 사망                     | 375년 근초고왕 사망              | 120년 |
| 진구 56년(256)       | 백제 왕자 귀수(貴須) 즉위                    | 376년 근구수왕 즉위              | 120년 |
| 진구 64년(264)       | 백제 귀수왕 사망, 침류왕(枕流王) 즉위        | 384년 근구수왕 사망, 침류왕 즉위 | 120년 |
| 진구 65년(265)       | 백제 침류왕 사망, 진사왕(辰斯王) 즉위        | 385년 침류왕 사망, 진사왕 즉위   | 120년 |
| 오진 3년(272)        | 백제 진사왕 사망, 아화왕(阿花王) 즉위        | 392년 진사왕 사망, 아신왕 즉위   | 120년 |
| 오진 16년(285)       | 백제 아화왕 사망, 직지(直支)가 왜국에서 귀국 | 405년 아신왕 사망, 전지왕 즉위   | 120년 |
| 오진 25년(294)       | 백제 직지왕 사망, 구이신왕(久尒辛王) 즉위    | 420년 전지왕 사망, 구이신왕 즉위 | 126년 |

## 기타 일본서기 기년에 관한 논의
신공기의 기년에 대해서는 2주갑 인상 외에도 다양한 논의가 진행되어 왔다. 특히 백제와 왜가 한반도 남부지역을 침공한 신공 49년조(249년, 2주갑 내리면 369년) 기사 내용의 실제 연대는 2주갑이 아니라 3주갑이 인상됐다는 설, 6세기의 사건이라는 설, 아예 역사성을 부인하는 설 등이 있다.
또한 일본서기 신공 5년(일본서기상 205년, 2주갑 수정기년 325년) 2월에는 신라 사신 모마리질지(毛麻利叱智)가 미질허지벌한(微叱許智伐旱)을 구출하고 화형으로 죽는 이야기가 나온다. 이는 박제상 설화가 반영된 것인데, 삼국사기 상 박제상의 사망 연도는 418년, 삼국유사에서 박제상의 사망 연도는 425년으로, 어떻게 보아도 갑자 단위로 연도가 맞아들어가지 않는 문제가 있다.
왜5왕과 관련해서도 일본서기의 기년에 의문점이 있다. 송서 등에 따르면 왜국은 421년 송에 조공을 한 이후, 502년까지 5명의 왜왕이 중국 남조와 외교관계를 맺었다. 마지막 왜왕 무(武)를 제외하면 421~462년까지 4명의 왜왕이 송나라와 교류했는데, 일본서기 상 이 기간 동안 재위한 왜왕은 인교 천황, 안코 천황, 유랴쿠 천황 3명에 불과하다. 일본 학계에서는 이 3명을 왜왕 제, 흥, 무에 비정하는데 어떻게 보아도 일본서기의 기년과 중국 사서의 기년은 일치하지 않는다.
다만, 유랴쿠 천황 이후 일본서기의 백제관계 기사의 기년은 실제 연대와 일치한다. 일례로 유랴쿠 5년(461년) 6월조에는 백제의 도군(島君)이 치쿠시(筑紫)의 카쿠라 섬(各羅島, 각라도)에서 태어났다는 기사가 있는데, 무령왕릉 묘지명의 기록과 일치한다.
또 문제가 되는 연도인 서기 1세기 ~ 4세기 무렵의 치천하대왕(현 일본 천황)들은 재위기간이 대부분 70년을 넘고, 나이 또한 100살에 가까운데, 전란 끝에 왕위에 오른 것으로 보이는 히미코 등의 역사를 없애기 위해 의도적으로 재위기간을 늘린 것이라는 가설도 있다.

## 같이 보기
- 일본의 역사왜곡문제
- 일본서기
- 결사팔대